# Oszkowice
Oszkowice [pronunciación en polaco: /ɔʂkɔˈvit͡sɛ/] es un pueblo ubicado en el distrito administrativo (gmina) de Bielawy, en el distrito de Łowicz, voivodato de Łódź, en Polonia central. Según el censo de 2011, tiene una población de 172 habitantes.
Está ubicado aproximadamente a 26 kilómetros al oeste de Łowicz y a 33 kilómetros al norte de la capital regional. Łódź.